# Sergey Kobylash
Sergey Ivanovich Kobylash (em russo:  Сергей Иванович Кобылаш; nascido em 1º de abril de 1965) é um general russo que foi o Comandante da Força Aérea Russa e Vice-Comandante-em-Chefe das Forças Aeroespaciais Russas desde julho de 2024. Antes disso, foi comandante da Aviação de Longo Alcance de 2016 a 2024 e Diretor de Aviação da Força Aérea de 2013 a 2015.
Ele nasceu em Odessa, na República Socialista Soviética da Ucrânia, e começou sua carreira como piloto na Força Aérea Soviética. Kobylash tem mais de 1.700 horas de voo e voou em missões de combate na Primeira e Segunda Guerras da Chechênia e na Guerra Russo-Georgiana de 2008. Durante o último conflito, ele foi abatido duas vezes e, em todas as vezes, saltou e foi resgatado por helicóptero. Ele foi feito Herói da Federação Russa após a guerra. Ele é graduado pelo Instituto de Aviação Militar de Yeysk, pela Academia da Força Aérea Gagarin e pela Academia do Estado-Maior Geral.
Em 2024, um mandado de prisão de Kobylash foi emitido pelo Tribunal Penal Internacional pelos seus alegados crimes de guerra e crimes contra a humanidade como parte dos ataques russos contra a infraestrutura ucraniana.

## Carreira militar
Em várias ocasiões, incluindo fevereiro de 2017 e o período de julho de 2019 a março de 2023, Kobylash foi relatado como comandante da arma de Aviação de Longo Alcance das Forças Aeroespaciais Russas. Em 22 de fevereiro de 2017, a mídia noticiou que Kobylash havia sido promovido a tenente-general por Vladimir Putin por serviços prestados durante a intervenção russa na guerra civil síria. Em 12 de dezembro de 2017, Kobylash concedeu às tripulações de Tu-22M3 que retornavam da missão na Síria na base aérea de Shaykovka, perto de Kirov, no Oblast de Kaluga, a Medalha "Participante da Operação Militar na Síria".

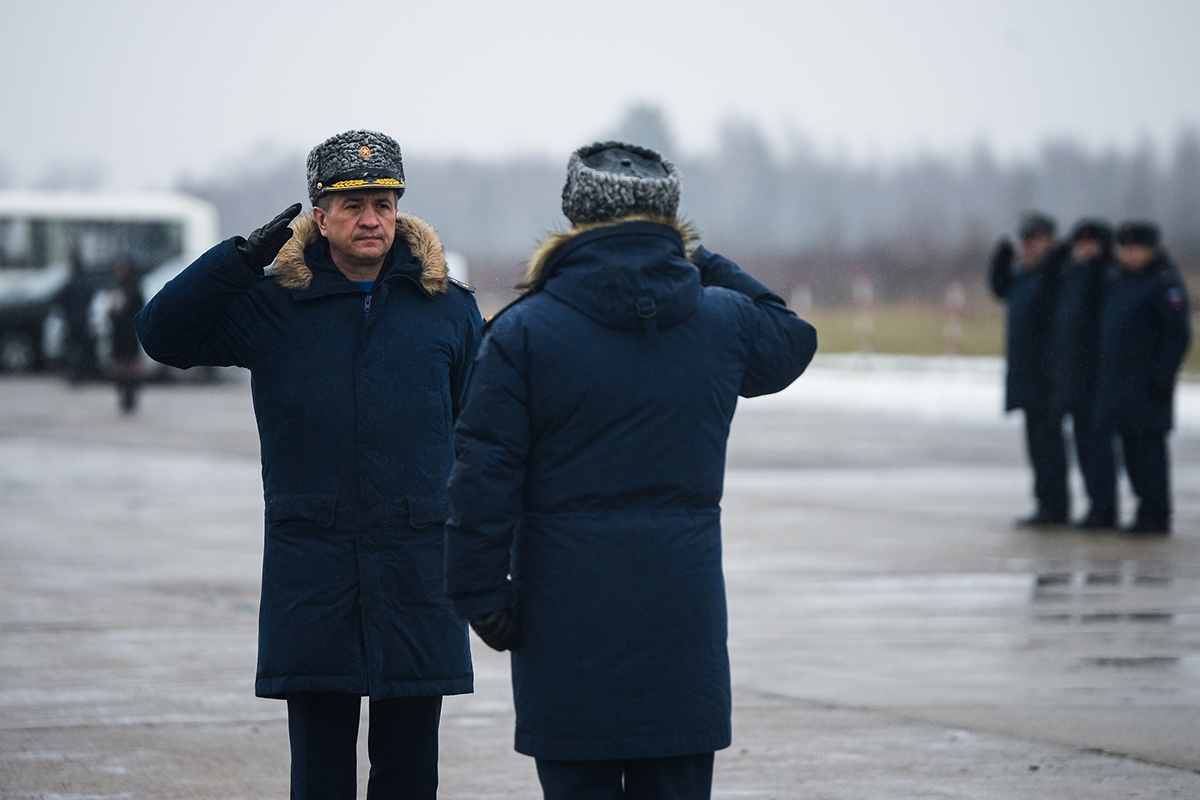
Kobylash recebe equipes de Tu-22M3 na base aérea de Shaykovka após missões de bombardeio na Síria.
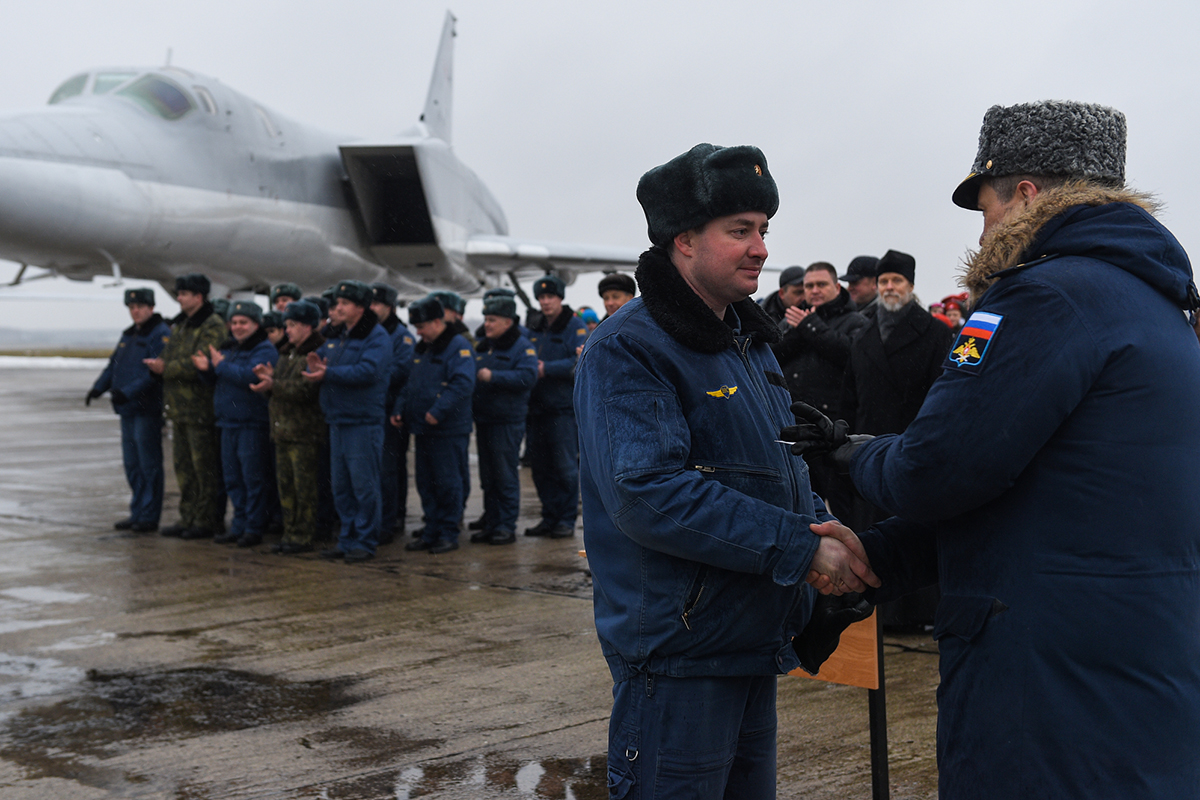
Kobylash premia membro da tripulação do Tu-22M3 na base aérea de Shaykovka por suas missões de bombardeio na Síria.
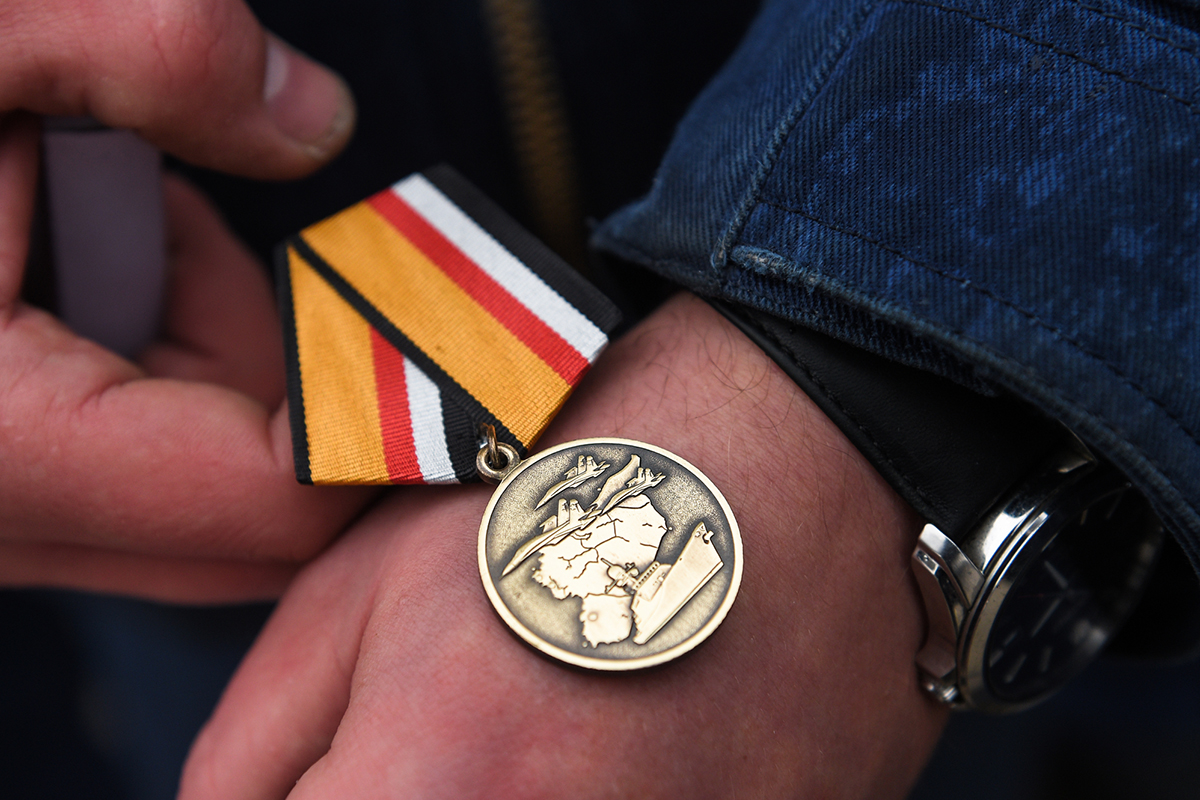
Medalha concedida por Kobylash na base aérea de Shaykovka por missões de bombardeio na Síria.
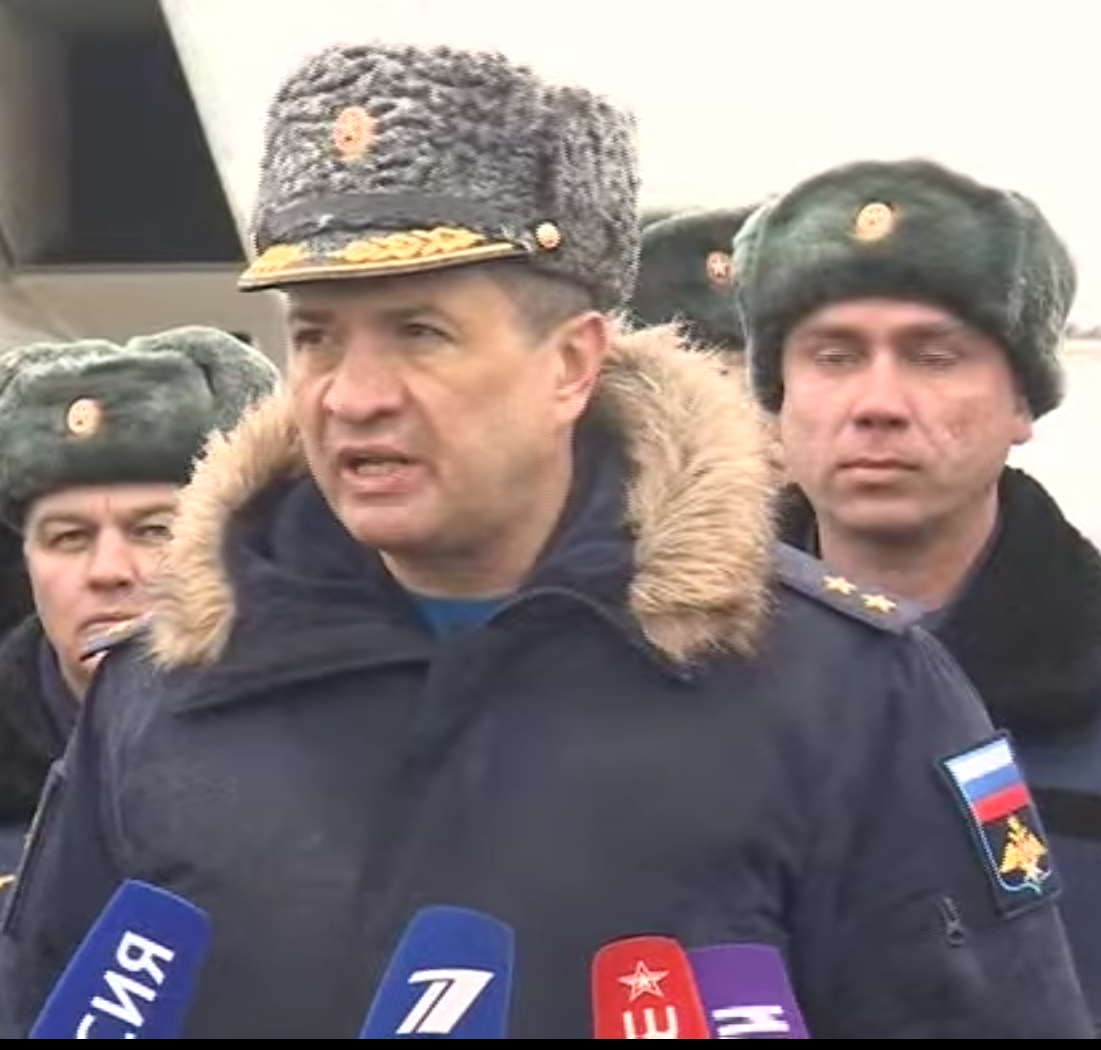
Kobylash fazendo uma declaração à mídia russa, incluindo o Canal Um da Rússia.

### Alegações e acusação
Em 5 de março de 2024, o Tribunal Penal Internacional emitiu um mandado de prisão para o Almirante Viktor Sokolov e para Kobylash, como parte de sua investigação na Ucrânia, citando seus supostos crimes de guerra e crimes contra a humanidade por dirigir ataques a objetivos civis, causar danos incidentais excessivos a civis ou danos a objetivos civis e atos desumanos durante os ataques russos contra a infraestrutura e a rede elétrica ucranianas, tudo sob o Estatuto de Roma.
Em 10 de setembro de 2024, o governo ucraniano acusou Kobylash de ordenar o ataque ao Hospital Infantil Okhmatdyt, em Kiev, em 8 de julho. O serviço de segurança SBU da Ucrânia disse em um comunicado que “o Tenente-General Sergei Kobylash ocupava o posto de comandante da aviação de longo alcance das forças aeroespaciais russas na época e, após realizar este ataque, foi promovido e nomeado comandante das forças aeroespaciais russas”.